# JP-7
JP-7 (MIL-T-38219) (сокращение от англ. Jet Propellant 7 — «реактивное топливо 7») — марка применяемого в США углеводородного топлива, авиакеросин, используемого в сверхзвуковой авиации из-за своей высокой температуры воспламенения и термической устойчивости. Такое топливо используется в двигателях Pratt&Whitney J58 самолёта Lockheed SR-71.
JP-7 представляет собой смесь углеводородов, в том числе алканов, циклоалканов, алкилбензолов, инданов/тетралинов и нафталина, с добавлением фторуглеродов для увеличения смазочных свойств, окислителя для лучшего горения.
Именно на этом топливе летал быстрейший на планете реактивный самолёт Lockheed SR-71 (ему принадлежит рекорд 1976 года - 3529,56 км/ч).

## Свойства
- Точка плавления −30 °C
- Точка кипения (1 атм) 282—288 °C
- Плотность (при 15 ° C) 779—806 кг/м³
- Давление насыщенных паров (при 300 ° F (149 ° C)) 20,7 кПа
- Температура воспламенения 60 °C
- Теплота сгорания 43,5 МДж/кг